# Truc de Randon
Le truc de Randon est un des points culminants de la Margeride. Il est situé dans le département de la Lozère, à proximité du signal de Randon et du truc de Fortunio.

## Histoire
C'est sur le truc de Randon que se trouvait l'antique château des Randon aujourd'hui entièrement disparu. Randon était l'une des huit baronnies du Gévaudan. On retrouve sa trace au XIIe siècle. En effet, en 1126, un acte de Raymond-Bérenger III, comte de Barcelone et par conséquent vicomte du Gévaudan, donne le fief à Guérin et Odilon. On retrouve d'ailleurs ici la mention d'un Guérin, nom également présent dans la dynastie d'Apchier, une autre baronnie du Gévaudan, sans doute issue de la famille Randon. Il est fort possible que le château ait existé bien avant cette date.
Le château est ensuite délaissé au profit du Châteauneuf-de-Randon. Une légende, quelque peu anachronique, retrace la décision de changer de château au XIe siècle. Le seigneur Philippe serait parti aux Croisades, laissant ses possessions à Foulque, son fils. Apprenant la mort de son père, Foulque se conduit en despote envers ses sujets. Si bien qu'un jour ils se révoltent, brûlent le château, et pendent le seigneur. Quand Philippe revient dix ans plus tard, après s'être fait soigner de la blessure qui l'avait fait passer pour mort, il découvre son château brûlé, et décide donc de s'installer ailleurs.

### Sources et références
1. 1 2  « Carte IGN classique » sur Géoportail.
2. ↑  (fr) Cette étude précise : « L’abandon du château consécutif à sa destruction au XIe siècle suivant la légende n’est donc déjà plus envisageable. »
3. ↑  (fr) Légendes du Gévaudan